# Circulació de retorn meridional de l'Atlàntic
La circulació de retorn meridional de l'Atlàntic (en anglès, Atlantic meridional overturning circulation; AMOC) és un sistema de corrents superficials i profunds a l'oceà Atlàntic que són impulsats tant per canvis en el clima atmosfèric com per canvis termohalins de temperatura i salinitat. Aquests corrents constitueixen col·lectivament la meitat de la circulació termohalina global que engloba el flux dels principals corrents oceànics. L'altra meitat és la circulació de retorn de l'oceà Austral (Southern Ocean overturning circulation, SMOC), i tots dos tenen un paper molt important en el sistema climàtic.

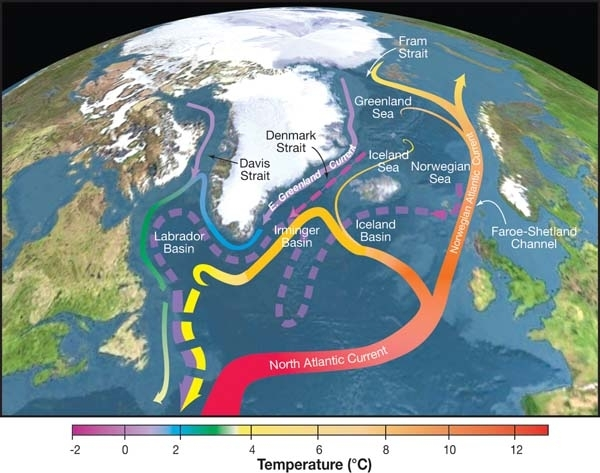
Mapa topogràfic dels mars nòrdics i de les conques subpolars amb corrents superficials (corbes contínues) i corrents profundes (corbes discontinues) que formen una porció de la circulació de retorn meridional de l'Altàntic (AMOC). Els colors de les corbes indiquen temperatures aproximades
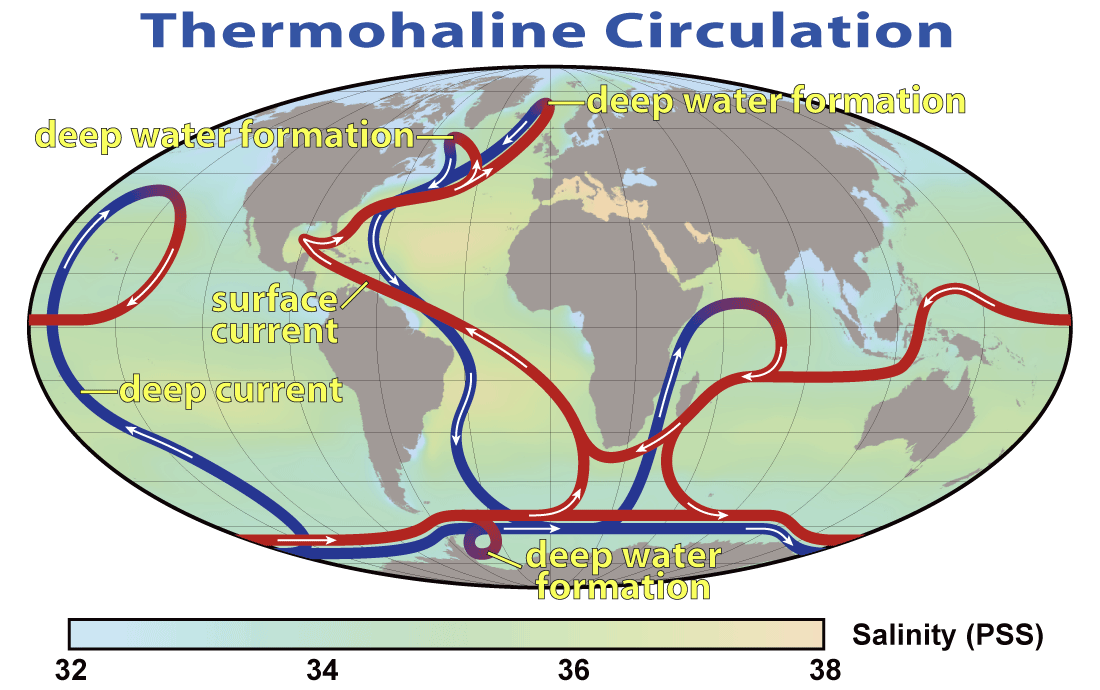
Un resum del recorregut de la circulació termohalina. Els camins blaus representen corrents d'aigües profundes, mentre que els camins vermells representen corrents superficials

L'AMOC es caracteritza per un flux cap al nord d'aigua càlida i salada a les capes superiors de l'Atlàntic, i un flux cap al sud d'aigües més fredes i profundes. Aquestes «extremitats» estan enllaçades per regions de retorn als mars Nòrdic i Labrador i l'oceà Austral, tot i que es discuteix l'abast del retorn al mar de Labrador.
El canvi climàtic té el potencial de debilitar l'AMOC a través de l'augment del contingut de calor de l'oceà i dels fluxos elevats d'aigua dolça de les capes de gel que es fonen. Les reconstruccions oceanogràfiques en general suggereixen que l'AMOC ja és més feble que abans de la Revolució Industrial, tot i que hi ha un fort debat sobre el paper del canvi climàtic antropogènic vers la variabilitat a escala centenària i mil·lenària de la circulació. Els models climàtics projecten constantment que l'AMOC s'afebliria encara més al llarg del segle xxi, la qual cosa afectaria la temperatura mitjana a zones com Escandinàvia i Gran Bretanya, escalfats pel corrent de l’Atlàntic Nord, així com acceleraria l'augment del nivell del mar a Amèrica del Nord i reduiria la producció primària a l'Atlàntic Nord.
Un debilitament greu de l'AMOC pot provocar un col·lapse total de la circulació, que no seria fàcilment reversible i, per tant, constituiria un dels punts d'inflexió del sistema climàtic. Una aturada tindria impactes molt més grans que una desacceleració tant en els ecosistemes marins com en alguns terrestres; reduiria la temperatura mitjana i les precipitacions a Europa, reduiria la producció agrícola de la regió, i podria tenir un efecte substancial en els esdeveniments meteorològics extrems. Els models del sistema Terra utilitzats en el projecte d'intercomparació de models acoblats indiquen que l'aturada només és probable després que es mantinguin nivells elevats d'escalfament molt després del 2100, però alguns investigadors els han criticat pel que consideraven una estabilitat excessiva, i una sèrie d'estudis de complexitat més baixa argumenten que un col·lapse pot ocórrer molt abans. Una d'aquestes projeccions de menor complexitat suggereix que el col·lapse de l'AMOC podria ocórrer al voltant del 2057, però molts científics són escèptics de l'afirmació. D'altra banda, la investigació paleoceanogràfica suggereix que l'AMOC pot ser encara més estable del que prediuen la majoria de models. En canvi, algunes investigacions suggereixen que la circulació de retorn de l'oceà Austral (SMOC) que tradicionalment es passa per alt pot ser més propensa a col·lapsar-se.

## Estructura global

AMOC amb relació a la circulació termohalina global

La circulació de retorn meridional de l'Atlàntic (AMOC) forma part d'una circulació termohalina global als oceans i és el component integrat zonalment dels corrents superficials i profunds de l'oceà Atlàntic. La circulació termohalina general és un patró de flux d'aigua a través dels oceans del món. L'aigua calenta flueix per la superfície fins que arriba a un dels pocs punts especials prop de Groenlàndia o l'Antàrtida. Allà, l'aigua s'enfonsa i després s'arrossega pel fons de l'oceà, a quilòmetres de profunditat, durant centenars d'anys, aflorant gradualment als oceans Pacífic i Índic. El flux superficial cap al nord transporta una quantitat substancial d'energia tèrmica des dels tròpics i de l'hemisferi sud cap a l'Atlàntic Nord, on la calor es perd a l'atmosfera a causa del fort gradient de temperatura. En perdre la seva calor, l'aigua es torna més densa i s'enfonsa. Aquesta densificació enllaça l'extremitat superficial càlida amb l'extremitat de retorn fred i profund a les regions de convecció dels mars Nòrdic i Labrador. Les extremitats també estan lligades a les regions de surgència, on una divergència de les aigües superficials provoca la succió d'Ekman i un flux ascendent d'aigües profundes.
L'AMOC està format per cel·les superiors i inferiors. La cel·la superior consta del flux de superfície cap al nord i el flux de retorn cap al sud de l'aigua profunda de l'Atlàntic Nord (North Atlantic Deep Water, NADW). La cel·la inferior representa el flux cap al nord de la densa aigua del fons antàrtic (Antarctic Bottom Water, AABW), que banya l'oceà abissal.
L'AMOC exerceix un control important sobre el nivell del mar de l'Atlàntic Nord, especialment al llarg de la costa nord-est d'Amèrica del Nord. El debilitament excepcional de l'AMOC durant l'hivern del 2009-2010 s'ha vist implicat en un augment nociu del nivell del mar de 13 cm al llarg de la costa de Nova York.
Hi pot haver dos estats estables de l'AMOC: una circulació forta (com s'ha vist durant els darrers mil·lennis) i un mode de circulació feble, tal com suggereixen els models de circulació general acoblats atmosfera-oceà i els models de sistemes terrestres de complexitat intermèdia. No obstant això, diversos models del sistema Terra no identifiquen aquesta biestabilitat.

## Efectes sobre el clima
El transport net de calor cap al nord a l'Atlàntic és únic entre els oceans globals i és responsable de la calor relativa de l'hemisferi nord. L'AMOC transporta fins a un 25% del transport de calor atmosfera-oceà cap al nord, a l'hemisferi nord. En general, es pensa que això millora el clima del nord-oest d'Europa, tot i que aquest efecte és objecte de debat. A més d'actuar com a bomba de calor i dissipador de calor d'altes latituds, l'AMOC és el dipòsit de carboni més gran de l'hemisferi nord, segrestant aproximadament 0,7 Pg (0,7 Gt) C/any. Aquest segrest té implicacions significatives per a l'evolució de l'escalfament global antropogènic, especialment pel que fa a la recent i prevista disminució futura del vigor de l'AMOC.

### Circulació termohalina i aigua dolça
La calor es transporta des de l'equador cap als pols principalment per l'atmosfera, però també pels corrents oceànics, amb aigua calenta prop de la superfície i aigua freda a nivells més profunds. El segment més conegut d'aquesta circulació és el Corrent del Golf, un gir impulsat pel vent, que transporta aigua calenta des del Carib cap al nord. Una branca cap al nord del Corrent del Golf, el Corrent de l'Atlàntic Nord, forma part de la circulació termohalina, transportant la calor més al nord cap a l'Atlàntic Nord, on el seu efecte en l'escalfament de l'atmosfera contribueix a escalfar Europa.
L'evaporació de l'aigua de l'oceà a l'Atlàntic Nord augmenta la salinitat de l'aigua a més de refredar-la; ambdues accions augmentant la densitat de l'aigua a la superfície. La formació de gel marí augmenta encara més la salinitat i la densitat, perquè la sal s'expulsa a l'oceà quan es forma el gel marí. Llavors aquesta aigua densa s'enfonsa i el corrent de circulació continua en direcció sud. No obstant això, la Circulació de retorn meridional de l'Atlàntic (AMOC) està impulsada per les diferències de temperatura i salinitat de l'oceà. Però l'aigua dolça disminueix la salinitat de l'aigua de l'oceà i, mitjançant aquest procés, evita que les aigües més fredes s'enfonsin. Aquest mecanisme possiblement va causar l'anomalia de la temperatura de la superfície de l'oceà freda que s'observa actualment a prop de Groenlàndia (la taca freda (Atlàntic nord)).

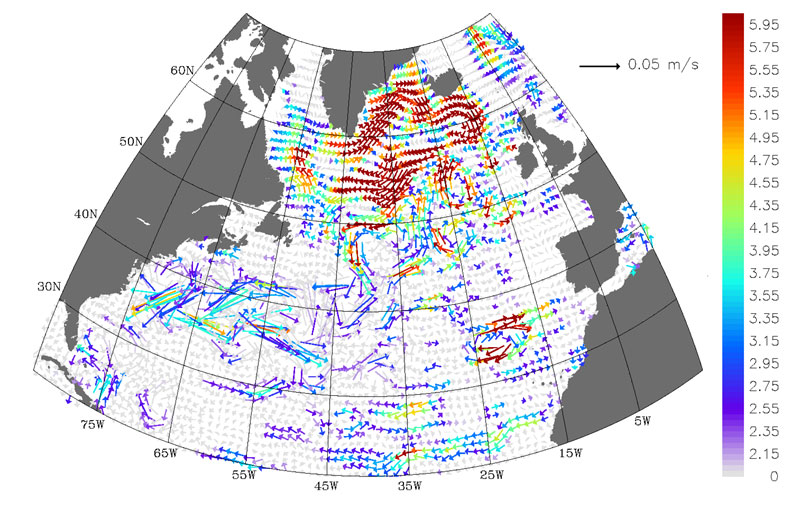
L'extrem vermell de l'espectre indica una desacceleració en aquesta presentació de la tendència de velocitats derivada de les dades de l'altímetre de Pathfinder de la NASA des de maig de 1992 fins a juny de 2002. Font: NASA.
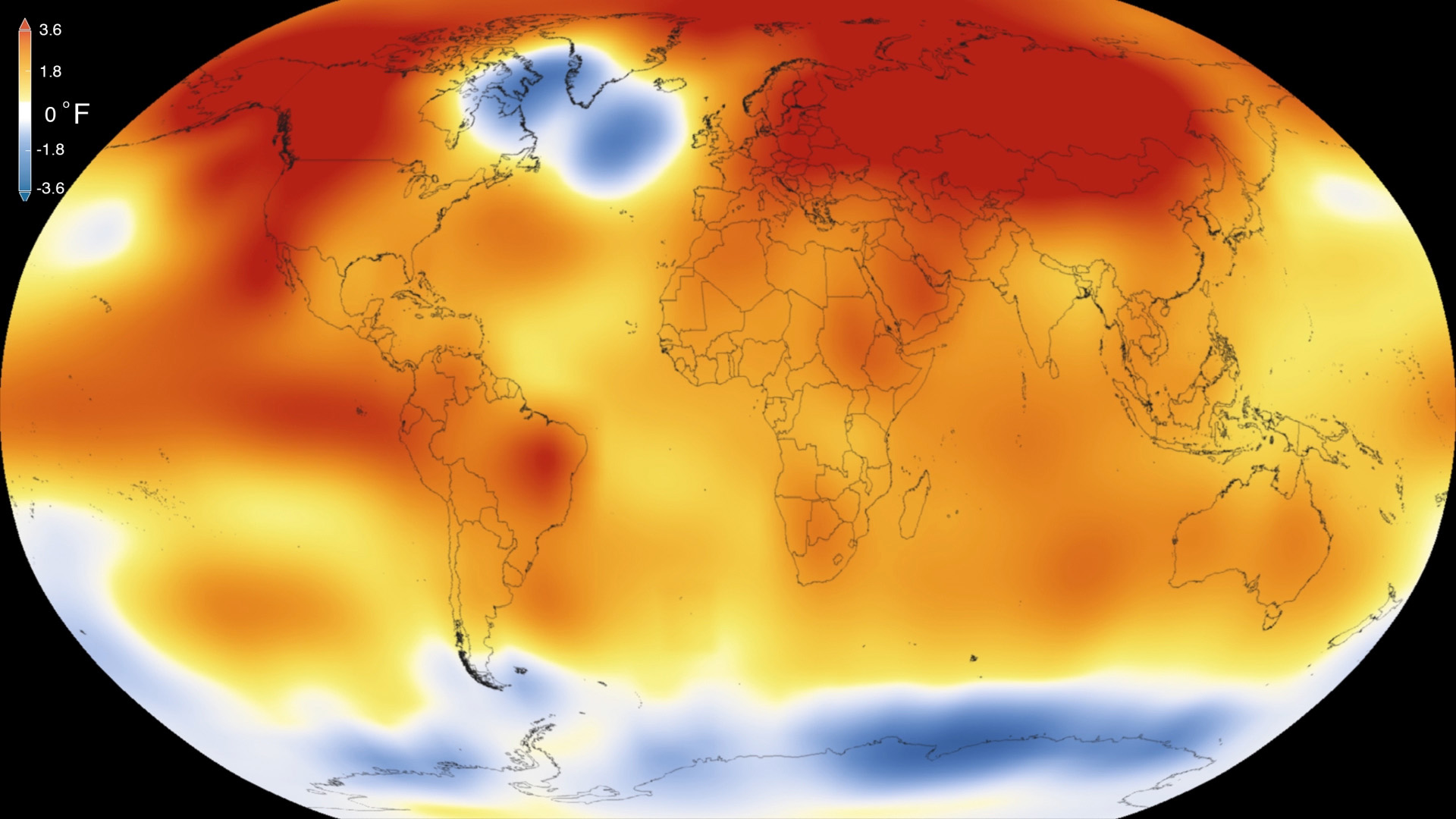
La taca freda visible a les temperatures mitjanes globals de la NASA per al 2015, aleshores l'any més càlid de la sèrie de temperatures de la NASA: els colors indiquen anomalies de temperatura (NASA/NOAA; 20 de gener de 2016)

L'escalfament global podria provocar un augment de l'aigua dolça als oceans del nord, mitjançant la fusió de les glaceres a Groenlàndia i l'augment de les precipitacions, especialment a través dels rius de Sibèria.
Els estudis del Corrent de Florida suggereixen que el Corrent del Golf es debilita amb el refredament, sent més feble (un ~10%) durant la Petita Edat de Gel.

## Regions de retorn

### Convecció i flux de retorn als mars nòrdics
Les baixes temperatures de l'aire a les altes latituds provoquen un flux calorífic substancial de l'aire marí, provocant un augment de la densitat i la convecció a la columna d'aigua. La convecció de l'oceà obert es produeix en plomes profundes i és especialment forta a l'hivern, quan la diferència de temperatura de l'aire marí és més gran. Dels 6 sverdrup (Sv) d'aigua densa que flueix cap al sud sobre la dorsal Groenlàndia-Escòcia (Greenland-Scotland Ridge, GSR), 3 Sv ho fan a través de l'estret de Dinamarca formant el desbordament de l'estret de Dinamarca (Denmark Strait Overflow Water, DSOW). 0,5-1 Sv flueix per la dorsal Islàndia-Fèroe i els 2-2,5 Sv restants retornen pel les Fèroe-Canal de Bank; aquests dos fluxos formen I el desbordament d'Islàndia-Escòcia (Islàndia Scotland Overflow Water, ISOW). La major part del flux sobre la dorsal de les Fèroe-Shetland flueix a través de les Fèroe-Canal de Bank i aviat s'uneix al que fluïa sobre la dorsal d'Islàndia-Feroe, per fluir cap al sud en profunditat al llarg del flanc oriental de la dorsal Reykjanes. A mesura que ISOW (desbordament d'Islàndia-Escócia) es desborda al GSR (dorsal Groenlàndia-Escòcia), arrossega turbulentment aigües de densitat intermèdia com l'aigua del mode subpolar i l'aigua del mar de Labrador. Aquesta agrupació de masses d'aigua es mou geostròficament cap al sud al llarg del flanc est de la dorsal Reykjanes, a través de la zona de fractura de Charlie Gibbs i després cap al nord per unir-se a DSOW (desbordament de l'estret de Dinamarca). Aquestes aigües de vegades es coneixen com a desbordament dels mars nòrdics (Nordic Seas Overflow Water, NSOW). El NSOW flueix ciclònicament seguint la ruta superficial del gir subpolar (sub-polar gyre, SPG (al voltant del mar del Labrador)) i arrossega encara més l'aigua del mar del Labrador (Labrador Sea Water, LSW).
Se sap que la convecció està suprimida a aquestes altes latituds per la coberta de gel marí. El gel marí flotant «cobreix» la superfície, reduint la capacitat de la calor per moure's del mar a l'aire. Això al seu torn redueix la convecció i el flux de retorn profund de la regió. La coberta de gel marí de l'Àrtida d'estiu ha patit un retrocés espectacular des que es van iniciar els registres per satèl·lit l'any 1979, la qual cosa suposa una pèrdua de gairebé el 30% de la coberta de gel de setembre en 39 anys. Les simulacions de models climàtics suggereixen que la pèrdua ràpida i sostinguda de gel àrtic de setembre és probable en les futures projeccions climàtiques del segle xxi.

### Convecció i arrossegament al mar del Labrador
L'aigua del mar de Labrador (Labrador Sea Water, LSW), característicament fresc, es forma a profunditats intermèdies per convecció profunda al mar de Labrador central, especialment durant les tempestes hivernals. Aquesta convecció no és prou profunda per penetrar a la capa del desbordament dels mars nòrdics (Norwegian Sea Overflow Water, NSOW) que forma les aigües profundes del mar de Labrador. LSW s'uneix a NSOW per moure's cap al sud fora del mar de Labrador; mentre que NSOW passa fàcilment per sota del corrent de l’Atlàntic Nord (North Atlantic Current, NAC) a la cantonada nord-oest, es conserva una mica de LSW. Aquesta desviació i retenció per part del gir subpolar (sub-polar gyre, SPG) explica la seva presència i arrossegament prop dels desbordaments en la dorsal Goenlàndia-Escòcia (Greenland-Scotland Ridge, GSR). Tanmateix, la major part de la LSW desviada es divideix abans de la zona de fractura de Charlie-Gibbs (Charlie-Gibbs Fracture Zone, CGFZ ) i roman al SPG occidental. La producció de LSW depèn molt del flux de calor de l'aire marí i la producció anual oscil·la entre 3 i 9 Sv. El desbordament d'Islàndia-Escòcia (Islàndia Scotland Overflow Water, ISOW) es produeix en proporció al gradient de densitat a través de la dorsal d'Islàndia-Escòcia i, com a tal, és sensible a la producció de LSW que afecta la densitat aigües avall. De manera més indirecta, l'augment de la producció de LSW s'associa amb un SPG reforçat i es planteja la hipòtesi que està anticorrelacionat amb ISOW.

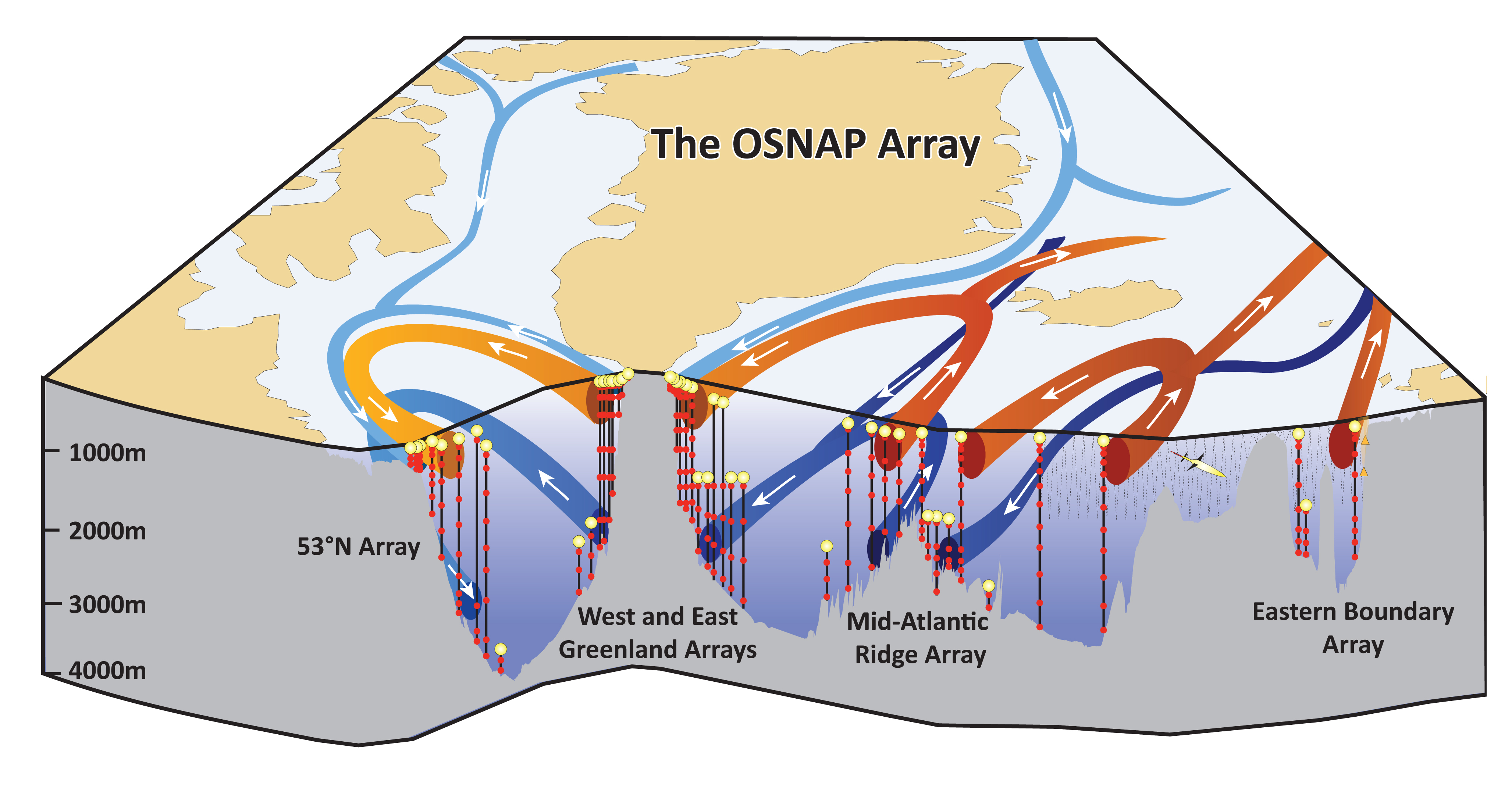
Matriu esquemàtica OSNAP

La interacció confon qualsevol extensió simple d'una reducció de les aigües de desbordament individuals amb una reducció de l'AMOC. S'entén que la producció de LSW era mínima abans de l'esdeveniment climàtic de 8200 AP, i es pensava que el SPG existia abans en un estat debilitat i no convectiu. Hi ha un debat sobre fins a quin punt la convecció al mar del Labrador té un paper en la circulació de l'AMOC, especialment en la connexió entre la variabilitat del mar de Labrador i la variabilitat de l'AMOC. Els estudis observacionals no han estat concloents sobre si aquesta connexió existeix. Les noves observacions amb la matriu OSNAP mostren poca contribució del mar de Labrador al voltament, i les observacions hidrogràfiques de vaixells que es remunten a 1990 mostren resultats similars. No obstant això, les estimacions més antigues de la formació de LSW utilitzant diferents tècniques suggereixen un voltament més gran.

### Aflorament atlàntic

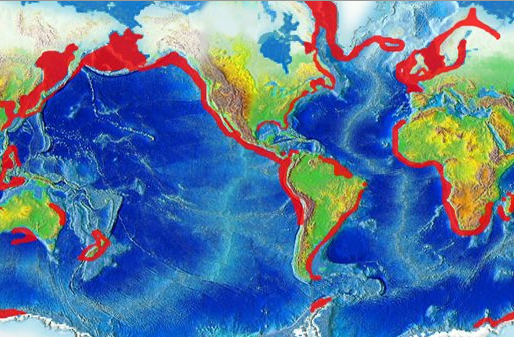
Zones de surgència d'aigua freda (en vermell)

Per raons de conservació de la massa, el sistema oceànic global ha d'aixecar un volum d'aigua igual al que ha baixat. L'aflorament al mateix Atlàntic es produeix principalment a causa dels mecanismes de surgència costaners i equatorials.
L'aflorament costaner es produeix com a resultat del transport d'Ekman al llarg de la interfície entre la terra i un corrent impulsat pel vent. A l'Atlàntic, això passa especialment al voltant del corrent de Canàries i el corrent de Benguela. S'ha modelat que l'aflorament d'aquestes dues regions està en antifase, un efecte conegut com a «balancí de pujada». L'aflorament equatorial generalment es produeix a causa del forçament atmosfèric i la divergència a causa de la direcció oposada de la força de Coriolis a cada costat de l'equador. L'Atlàntic presenta mecanismes més complexos com la migració de la termoclina, especialment a l'Atlàntic oriental.

### Aflorament de l'oceà Austral
Les aigües profundes de l'Atlàntic Nord (North Atlantic Deep Water, NADW) es troben principalment a l'extrem sud del transsecte de l'Atlàntic, a l'oceà Austral. Aquesta surgència comprèn la majoria de la surgència normalment associada a AMOC i la vincula amb la circulació global. A escala global, les observacions suggereixen que el 80% dels afloraments d'aigües profundes es troben a l'oceà Austral. Aquests afloraments aporten grans quantitats de nutrients a la superfície, la qual cosa dona suport a l'activitat biològica. El subministrament superficial de nutrients és fonamental per al funcionament de l'oceà com a embornal de carboni a llargues escales de temps. A més, l'aigua aixecada té baixes concentracions de carboni dissolt, ja que l'aigua té normalment 1000 anys i no ha estat sensible als augments de CO2 antropogènics a l'atmosfera. A causa de la seva baixa concentració de carboni, aquesta surgència funciona com un embornal de carboni. La variabilitat del dipòsit de carboni durant el període d'observació s'ha estudiat i debatut de prop. S'entén que la mida de la surgència ha disminuït fins al 2002, i després ha augmentat fins al 2012. Després de la surgència, es pot observar que l'aigua pren una d'aquestes dues vies:
- l'aigua que surt a la superfície prop del gel marí generalment forma aigua de fons densa i s'incorpora a la cèl·lula inferior de l'AMOC;
- l'aigua que surt a latituds més baixes es mou més cap al nord a causa del transport d'Ekman i s'incorpora a la cel·la superior.

## Tendències

### Reconstruccions climàtiques
Les reconstruccions climàtiques en general donen suport a la hipòtesi que l'AMOC ja és més feble ara que a principis del segle xx. Per exemple, una anàlisi estadística de 2010 va trobar un debilitament continu de l'AMOC des de finals de la dècada del 1930, amb un canvi brusc d'una cèl·lula de l'Atlàntic Nord cap a l'any 1970. Els climatòlegs Michael E. Mann de Penn State i Stefan Rahmstorf de l'Institut de Potsdam per a la Recerca d'Impacte Climàtic van suggerir que el patró de fred observat durant anys de rècords de temperatura és un signe que la circulació de retorn meridional de l'oceà Atlàntic (AMOC) es pot estar debilitant. Van publicar les seves conclusions el 2015 i van concloure que la circulació de l'AMOC s'estava alentint al llarg del segle xx i que la debilitat que va demostrar després de 1975 no tenia precedents durant l'últim mil·lenni. Van suggerir que tot i que l'AMOC havia experimentat una recuperació parcial després de 1975, és probable que la futura fusió de la capa de gel de Groenlàndia la debiliti encara més. Un altre estudi de 2015 va suggerir que l'AMOC s'ha debilitat entre un 15 i un 20% en 200 anys. El 2018, una altra reconstrucció va suggerir un debilitament al voltant del 15% des de mitjans del segle xx. Tot i això, totes aquestes troballes van ser qüestionades per la investigació del 2022 que va indicar que entre 1900 i 2019, una tendència induïda pel canvi climàtic no va començar a emergir fins al 1980, i encara és feble amb relació a la variabilitat natural de la circulació.
Alguns estudis intenten aprofundir en el passat preindustrial. El 2018, un d'aquests articles va suggerir que els darrers 150 anys l'AMOC va mostrar una debilitat excepcional en comparació amb els 1500 anys anteriors, i va indicar una discrepància en el moment modelat de la davallada de l'AMOC després de la Petita Edat de Gel. El febrer de 2021, un estudi publicat a Nature Geoscience va informar que el mil·lenni anterior havia vist un debilitament sense precedents de l'AMOC, una indicació que el canvi va ser causat per accions humanes. El seu coautor va dir que l'AMOC ja s'havia alentit al voltant d'un 15%, amb impactes que ara es veuen: «D'aquí a 20 o 30 anys és probable que es debiliti encara més, i això influirà inevitablement en el nostre clima, de manera que veurem un augment de les tempestes i onades de calor a Europa, i el nivell del mar augmenta a la costa est dels Estats Units d'Amèrica». El febrer de 2022, Nature Geoscience va publicar un article de comentaris «Matters Arising» de coautoria de 17 científics, que va qüestionar aquestes troballes i va argumentar que la tendència AMOC a llarg termini continua sent incerta. La revista també havia publicat una resposta dels autors de l'estudi del 2021 a l'article «Matters Arising», on defensaven les seves troballes.
El febrer de 2021, un estudi havia reconstruït els darrers 30 anys de variabilitat de l'AMOC i no va trobar cap evidència de disminució. L'agost de 2021, un estudi publicat a Nature Climate Change va mostrar canvis significatius en vuit índexs AMOC independents i va suggerir que podrien indicar «una pèrdua gairebé completa d'estabilitat». Tanmateix, tot i que es va basar en més d'un segle de dades de temperatura i salinitat de l'oceà, es va veure obligat a ometre totes les dades de 35 anys abans de 1900 i després de 1980 per mantenir registres coherents dels vuit indicadors. L'abril de 2022, un altre estudi publicat a Nature Climate Change va utilitzar gairebé 120 anys de dades entre el 1900 i el 2019 i no va trobar cap canvi entre el 1900 i el 1980, amb una reducció d'un sol fracàs de la força AMOC que no va sorgir fins al 1980, una variació que es manté dins del rang de la variabilitat natural. Un article de revisió de març de 2022 va concloure que, tot i que pot haver-hi un debilitament a llarg termini de l'AMOC causat per l'escalfament global, segueix sent difícil de detectar quan s'analitza la seva evolució des de 1980, ja que aquest període presenta tant períodes de debilitament com d'enfortiment, i la magnitud de qualsevol canvi és incerta (entre el 5% i el 25%). La revisió va concloure amb una crida a una investigació més sensible i a llarg termini.

### Observacions directes

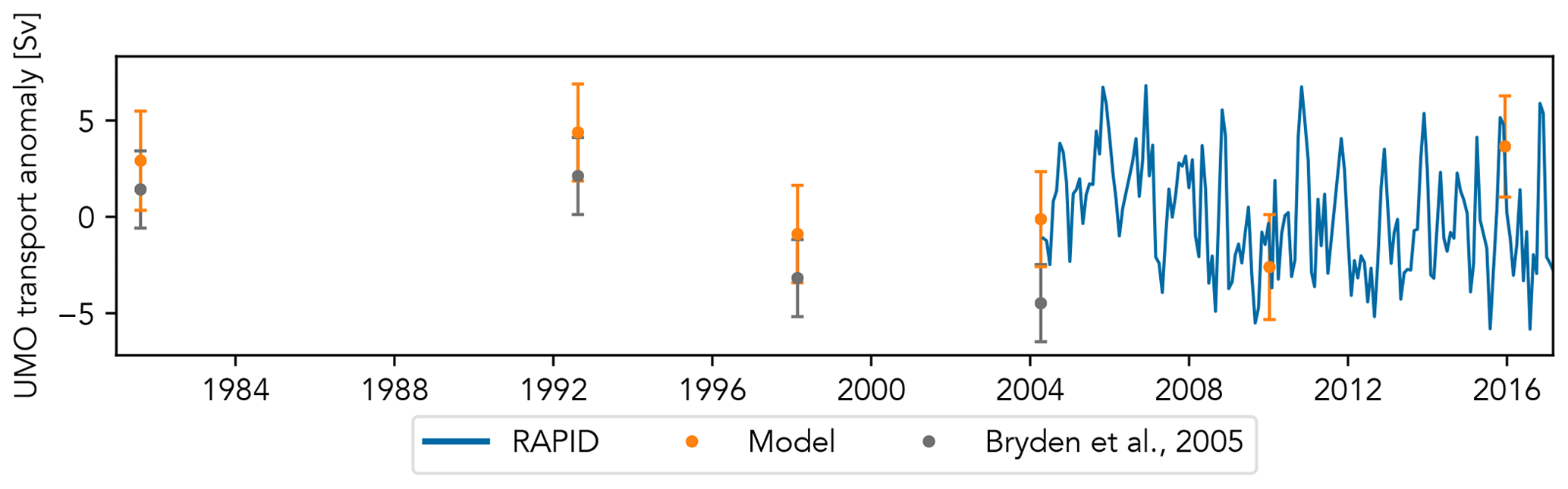
Una comparació de 2021 de les observacions RAPID posteriors a 2004 amb la tendència AMOC reconstruïda de 1980-2004

Les observacions directes de la força de l'AMOC només estan disponibles des del 2004 des de la matriu RAPID (Canvi climàtic ràpid - Circulació de retorn meridional i matriu de flux de calor), una matriu d'amarratge in situ a 26 ° N a l'Atlàntic, deixant només evidència indirecta del comportament anterior de l'AMOC. Tot i que els models climàtics prediuen un debilitament de l'AMOC en escenaris d'escalfament global, sovint lluiten per coincidir amb les observacions o reconstruccions del corrent. En particular, el descens observat durant el període 2004-2014 va ser un factor 10 superior al previst pels models climàtics que van participar en la fase 5 del projecte d'intercomparació de models acoblats (CMIP5): tanmateix, alguns científics ho van atribuir a un fet més gran del que s'esperava. la variabilitat interdecadal de la circulació, en lloc d'una tendència forçada pel clima, cosa que suggereix que l'AMOC se'n recuperaria en només uns quants anys. El febrer de 2021, un estudi va indicar que l'AMOC es va recuperar de fet d'aquesta davallada i no va trobar cap evidència d'una disminució general de l'AMOC durant els darrers 30 anys. Així mateix, un estudi de Science Advances publicat el 2020 no va trobar cap canvi significatiu en la circulació de l'AMOC en relació amb la dècada del 1990, malgrat els canvis substancials a l'oceà Atlàntic Nord durant el mateix període.

#### 2010 i anteriors

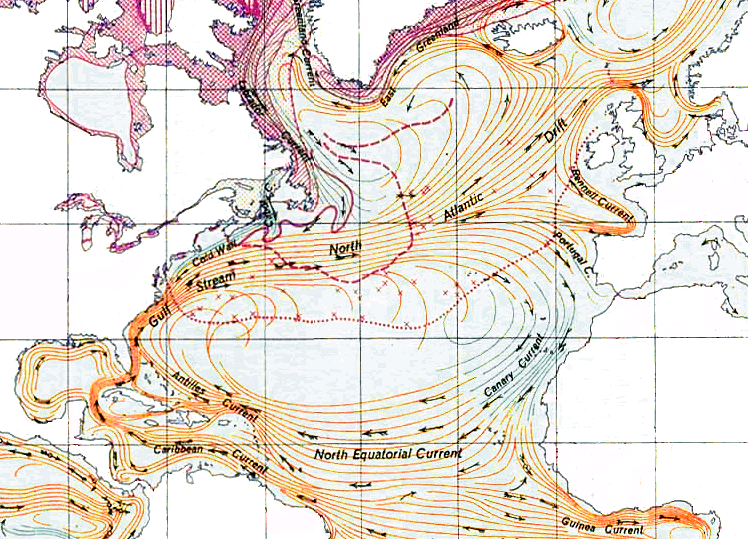
Vista dels corrents que envolten el Gir de l'Atlàntic Nord

L'abril de 2004, la hipòtesi que el corrent del Golf s'està aturant va rebre un impuls quan una anàlisi retrospectiva de les dades dels satèl·lits dels Estats Units d'Amèrica semblava mostrar una desacceleració del gir de l'Atlàntic Nord, el remolí nord del Corrent del Golf.
El maig de 2005, Peter Wadhams va informar a The Times (Londres) sobre els resultats de les investigacions en un submarí sota la capa de gel de l'Àrtida mesurant les xemeneies gegants d'aigua freda densa, en què l'aigua freda densa normalment s'enfonsa fins al fons del mar i és substituït per aigua tèbia, formant un dels motors de la corrent de l'Atlàntic Nord. Ell i el seu equip van trobar que les xemeneies pràcticament havien desaparegut. Normalment hi ha de set a dotze columnes gegants, però Wadhams només va trobar dues columnes gegants, ambdues extremadament febles.
L'any 2005 es va observar una reducció del 30% dels corrents càlids que transporten l'aigua al nord des del corrent del Golf a partir de l'última mesura d'aquest tipus el 1992. Els autors van observar incerteses en les mesures. Després de les discussions amb els mitjans, Detlef Quadfasel va assenyalar que la incertesa de les estimacions de Bryden et al. és alt, però diu que altres factors i observacions donen suport als seus resultats, i les implicacions basades en registres paleoclimàtics mostren caigudes de la temperatura de l'aire de fins a 10 °C en dècades, relacionades amb canvis bruscos de circulació oceànica quan s'arriba a un determinat llindar. Va concloure que les observacions i el modelatge addicionals són crucials per proporcionar una alerta primerenca d'una possible ruptura devastadora de la circulació. En resposta, Quirin Schiermeier va concloure que la variació natural era la culpable de les observacions, però va destacar les possibles implicacions.
L'any 2008, Vage et al. va informar «el retorn de la convecció profunda al gir subpolar tant al mar de Labrador com al mar d'Irminger a l'hivern de 2007-2008», utilitzant «dades de flotació de perfil del programa Argo per documentar la barreja profunda» i «una varietat de dades in situ, dades de satèl·lit i reanàlisi» per establir el context del fenomen. Això podria tenir molt a veure amb les observacions de variacions en el comportament de la xemeneia d'aigua freda.

## Alentiment o possible aturada de la circulació termohalina
La desacceleració o l'aturada de la circulació termohalina és un efecte hipotètic del canvi climàtic en una circulació oceànica important. El Corrent del Golf forma part d'aquesta circulació, i és part del motiu pel qual el nord-oest d'Europa és més càlid del que seria normalment; Edimburg té la mateixa latitud que Moscou. La circulació termohalina influeix en el clima a tot el món. Els impactes de la disminució i l'aturada potencial de l'AMOC podrien incloure pèrdues en la producció agrícola, canvis en l'ecosistema i l'activació d'altres punts d'inflexió climàtics. Altres impactes probables de la disminució de l'AMOC inclouen la reducció de la precipitació a les latituds mitjanes, els patrons canviants de fortes precipitacions als tròpics i Europa i l'enfortiment de les tempestes que segueixen el camí de l'Atlàntic Nord. Finalment, un descens també aniria acompanyat d'un fort augment del nivell del mar al llarg de la costa est d'Amèrica del Nord.

### Estabilitat de l'AMOC
El retorn de l'Atlàntic no és una característica estàtica de la circulació global, sinó una funció sensible de les distribucions de temperatura i salinitat, així com els forçaments atmosfèrics. Les reconstruccions paleoceanogràfiques del vigor i la configuració de l'AMOC han revelat variacions significatives al llarg del temps geològic complementant la variació observada a escales més curtes.
Les reconstruccions d'un mode «apagat» o «Heinrich» de l'Atlàntic Nord han alimentat la preocupació sobre un futur col·lapse de la circulació de retorn a causa del canvi climàtic global. La física d'una aturada estaria sustentada per la bifurcació de Stommel, on l'augment del forçament d'aigua dolça o les aigües superficials més càlides conduirien a una reducció sobtada del retorn de la qual s'hauria de reduir substancialment el forçament abans que sigui possible el reinici. L'any 2022, un estudi va suggerir que la «memòria» molt creixent de les variacions multidecenals passades en la circulació del sistema podria actuar com un indicador d'alerta primerenca d'un punt d'inflexió.

Una visió general de la circulació termohalina global. Mostra com hi ha un flux superficial cap al nord a l'oceà Atlàntic, que s'enfonsa i inverteix la direcció a l'Àrtic. El refresc de les aigües superficials de l'Àrtic per l'aigua de desglaç podria conduir a un punt d'inflexió. Això tindria grans efectes en la força i la direcció de l'AMOC, amb greus conseqüències per a la natura i la societat humana

Una aturada de l'AMOC es veuria alimentat per dues retroalimentació positives: l'acumulació d'aigua dolça i calor a les zones de descens. L'AMOC exporta aigua dolça de l'Atlàntic Nord, i una reducció del retorn refrescaria les aigües i inhibiria el descens. De manera similar a la seva exportació d'aigua dolça, l'AMOC també divideix la calor a les profunditats de l'oceà en un règim d'escalfament global: és possible que un AMOC debilitat condueixi a un augment de les temperatures globals i a una major estratificació i desacceleració. Tanmateix, aquest efecte es veuria temperat per una reducció concomitant del transport d'aigua calenta cap a l'Atlàntic Nord sota un AMOC debilitat, una retroalimentació negativa sobre el sistema. A més, una reconstrucció paleoceanogràfica del 2022 va trobar només un impacte limitat de la força massiva d'aigua dolça del desglaç del final de l'Holocè fa uns 11.700-6.000 anys, quan l'augment del nivell del mar va ascendir a uns 50 metres. Va suggerir que la majoria dels models sobreestimen l'impacte del forçament d'aigua dolça sobre l'AMOC.
Per complicar el tema de les retroalimentacions positives i negatives sobre la temperatura i la salinitat, el component impulsat pel vent de l'AMOC encara no està totalment limitat. Un paper relativament més gran del forçament atmosfèric conduiria a una menor dependència dels factors termohalins esmentats anteriorment i faria que l'AMOC fos menys vulnerable als canvis de temperatura i salinitat sota l'escalfament global.

#### Equilibris múltiples vers equilibri únic
A més de la reconstrucció paleoceanogràfica, s'ha investigat el mecanisme i la probabilitat de col·lapse mitjançant models climàtics. Els models terrestres de complexitat intermèdia (EMICs) han predit històricament que un AMOC modern tindrà múltiples equilibris, caracteritzats per modes càlid, fred i apagat. Això contrasta amb els models més complets, que es veuen esbiaixats cap a un AMOC estable caracteritzat per un únic equilibri. Tanmateix, es posa en dubte aquesta estabilitat per un flux d'aigua dolça cap al nord modelat que està en desacord amb les observacions. Un flux no físic cap al nord en els models actua com una retroalimentació negativa al retorn i esbiaixeix falsament cap a l'estabilitat. D'altra banda, també es va suggerir que el forçament estacionari d'aigua dolça utilitzat en els EMIC clàssics és massa simplista, i un estudi de 2022 que va modificar un EMIC de bifurcació de Stommel per utilitzar un flux d'aigua dolça transitori més realista va trobar que aquest canvi retardava el comportament d'inclinació en el model per més de 1000 anys. L'estudi va suggerir que aquesta simulació és més coherent amb les reconstruccions de la resposta AMOC al pols de desglaçament 1A, quan es va observar un retard igualment llarg.

### Impactes d'una desacceleració
Don Chambers, del Col·legi de Ciències Marines de la Universitat del Sud de Florida, va esmentar:
| « | S'espera que l'efecte principal d'un AMOC desaccelerat siguin hiverns i estius més freds al voltant de l'Atlàntic Nord i petits augments regionals del nivell del mar a la costa nord-americana. | » |

James Hansen i Makiko Sato van declarar:
| « | La desacceleració de l'AMOC que provoca un refredament de ~1 °C i potser afecta els patrons meteorològics és molt diferent d'una aturada de l'AMOC que refreda l'Atlàntic Nord diversos graus centígrads; aquest últim tindria efectes dramàtics sobre les tempestes i seria irreversible a l'escala de temps de segles. | » |

Un article de 2005 va suggerir que una desacceleració severa de l'AMOC col·lapsaria la formació de plàncton de l'Atlàntic Nord a menys de la meitat de la seva biomassa prèvia a la interrupció a causa de l'augment de l'estratificació i la forta caiguda de l'intercanvi de nutrients entre les capes oceàniques. L'any 2019, un estudi va suggerir que la disminució del ~10% observada en la productivitat del fitoplàncton a l'Atlàntic Nord pot proporcionar proves d'aquesta hipòtesi.

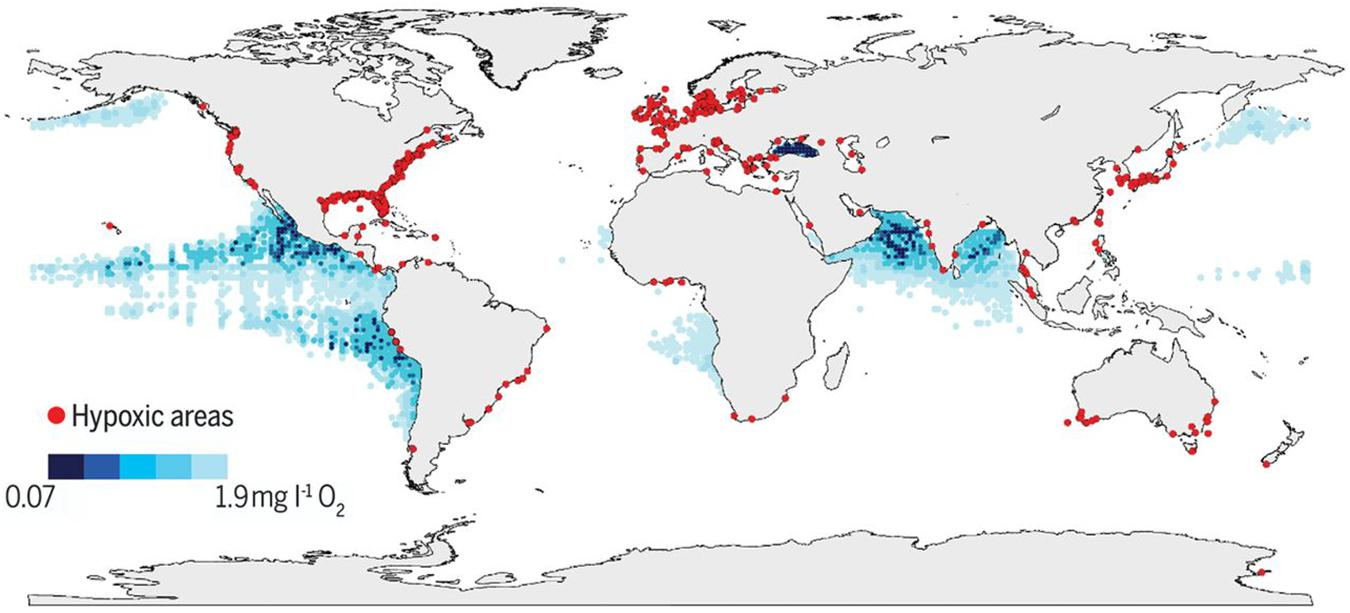
Mapa global dels nivells d'oxigen baixos i en disminució a l'oceà obert i aigües costaneres, 2009. El mapa indica llocs costaners on els nutrients antropogènics han exacerbat o provocat disminucions d'oxigen a <2 mg/L (<63 μmol/L) (punts vermells), així com zones de mínims d'oxigen oceànic a 300 m (regions ombrejades en blau).

La caiguda de la circulació de retorn meridional de l'Atlàntic ha estat lligada a un augment extrem del nivell del mar regional. Un article de 2015 va simular els canvis globals de l'oceà sota els escenaris de desacceleració i col·lapse de l'AMOC, i va trobar que disminuiria molt el contingut d'oxigen dissolt a l'Atlàntic Nord, tot i que augmentaria lleugerament a nivell mundial a causa de majors augments als altres oceans. El 2018, la desacceleració de l'AMOC també va estar relacionada amb l'augment de la desoxigenació costanera. El 2020, es va relacionar amb l'augment de la salinitat a l'Atlàntic Sud.
Un estudi publicat el 2016 va trobar més proves d'un impacte considerable d'una desacceleració en l'augment del nivell del mar a la costa est dels Estats Units. L'estudi confirma els resultats d'investigacions anteriors que van identificar la regió com un punt calent per a l'augment del mar, amb un potencial de desviar-se de 3 a 4 vegades en la taxa d'augment, en comparació amb la mitjana mundial. Els investigadors atribueixen el possible augment a un mecanisme de circulació oceànica anomenat formació d'aigües profundes, que es redueix a causa de la desacceleració de l'AMOC, donant lloc a més bosses d'aigua més càlides sota la superfície. A més, l'estudi va assenyalar:
| « | Els nostres resultats suggereixen que les taxes d'emissió de carboni més altes també contribueixen a augmentar [l'augment del nivell del mar] en aquesta regió en comparació amb la mitjana mundial. | » |

El 2021, un altre document també havia suggerit que la desacceleració havia tingut un paper a la costa nord-est dels Estats Units d'Amèrica acabant com una de les regions de més ràpid escalfament d'Amèrica del Nord.
El 2020, un estudi va avaluar els efectes del debilitament previst de l'AMOC al segle xxi sota l'Escenari RCP 8.5, que descriu un futur d'emissions en constant augment. En aquest escenari, un AMOC debilitat també alentiria la disminució del gel marí àrtic i retardaria l'aparició d'una Àrtida lliure de gel uns 6 anys, a més d'evitar més del 50% de la pèrdua de gel marí a les vores del mar de Labrador, mar de Groenlàndia, Mar de Barentsz i Mar d'Okhotsk durant els anys 2061–2080. També va trobar un desplaçament cap al sud de la Zona de convergència intertropical, amb els augments de pluja associats al nord sobre l'oceà Atlàntic tropical i disminuint al sud, però va advertir que aquestes tendències es veurien eclipsades pels canvis molt més grans en la precipitació associats amb RCP 8.5. Finalment, es va trobar que aquesta desacceleració aprofundiria encara més la depressió d'Islàndia i la depressió de les Aleutianes a causa del desplaçament dels jets cap a l'oest.
El 2021, es va desenvolupar un model de xarxa conceptual que connectava l'AMOC, la capa de gel de Groenlàndia, la capa de gel de l'Antàrtida occidental i la selva amazònica (tots punts d'inflexió climàtics coneguts) mitjançant un conjunt d'equacions simplificades. Va suggerir que, tot i que és poc probable que els canvis a l'AMOC desencadenin un comportament de punt d'inflexió en aquests altres elements del sistema climàtic per si sols, qualsevol altre element climàtic que faci una transició cap a una inclinació també afectaria els altres a través d'una connexió mediada per la desacceleració de l'AMOC, que podria iniciar una inclinació en cascada a través d'escales temporals de diversos segles. En conseqüència, la desacceleració de l'AMOC reduiria el llindar d'escalfament global més enllà del qual es podria esperar que qualsevol d'aquests quatre elements (inclòs el mateix AMOC) canviïn, a diferència dels llindars establerts a partir d'estudiar aquests elements de manera aïllada.

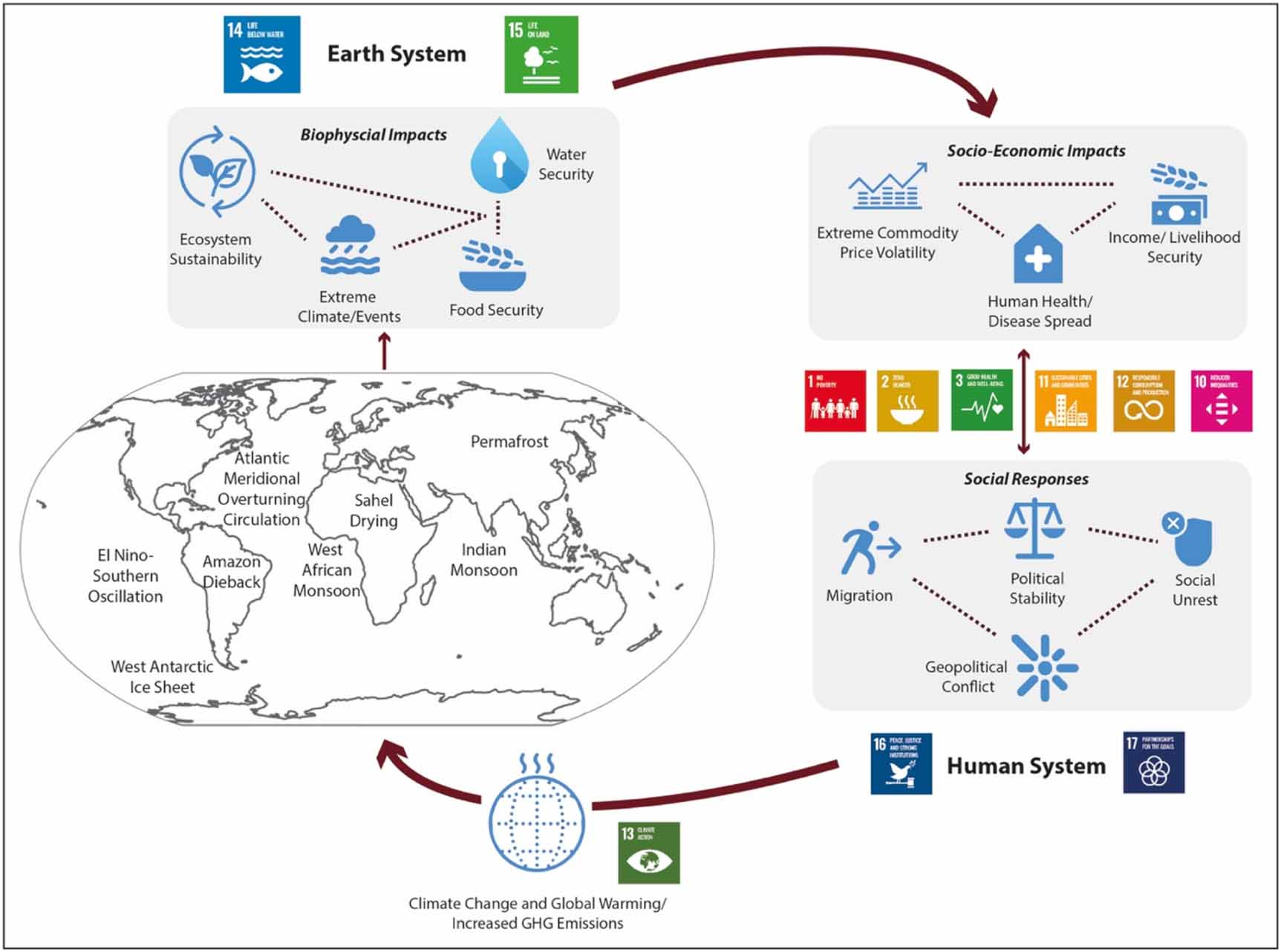
Acoblament entre elements d'inclinació climàtica i social
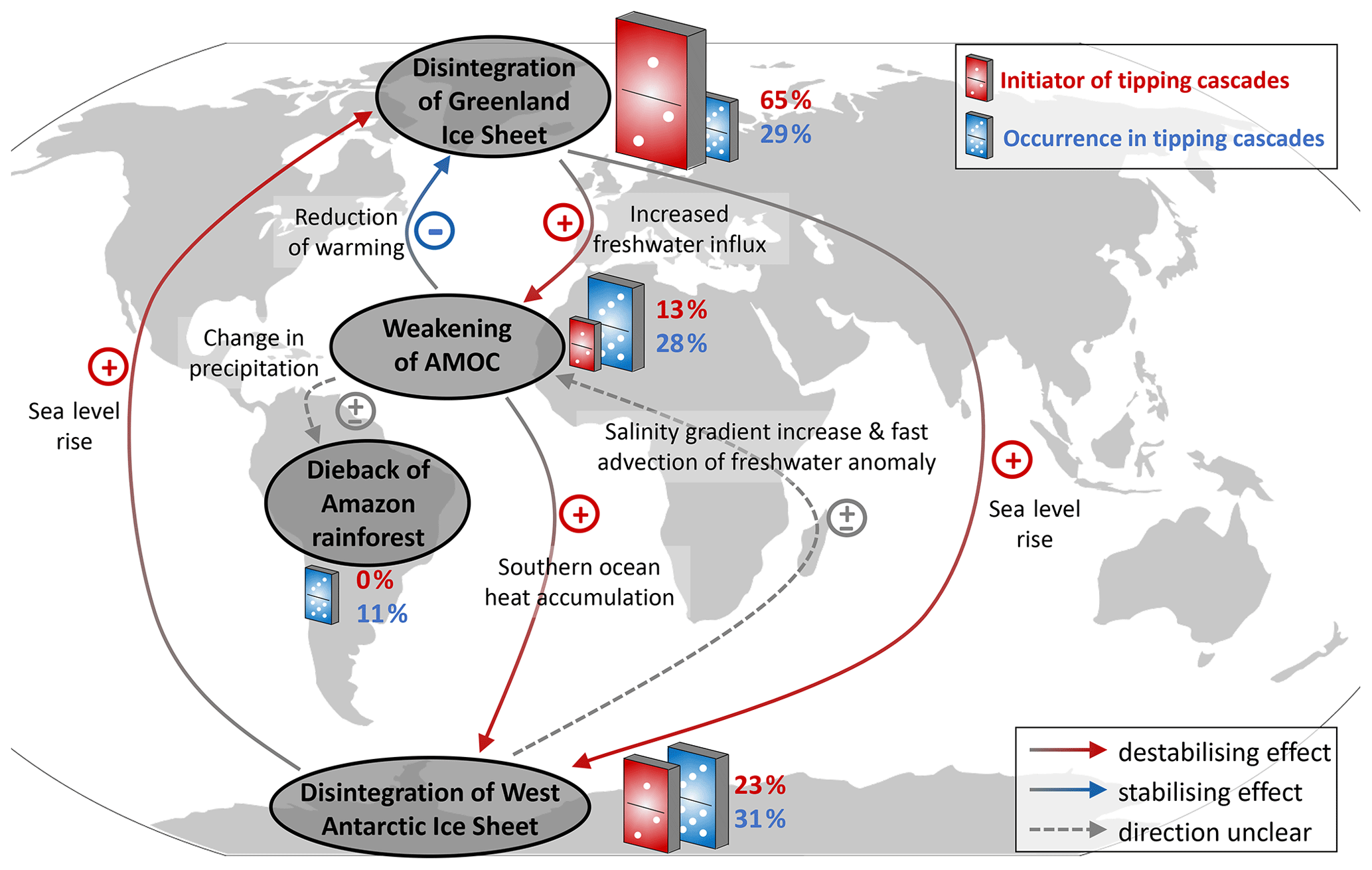
Una cascada de retorn proposada on l'AMOC mediaria una connexió entre els altres elements de retorn

Una avaluació del 2021 de l'impacte econòmic dels punts d'inflexió climàtics va trobar que, si bé els punts d'inflexió en general probablement augmentarien el cost social del carboni en un 25%, amb un 10% de possibilitats que els punts d'inflexió el doblissin, és probable que la desacceleració de l'AMOC ho faci al contrari i reduir el cost social del carboni al voltant d'un −1,4%, ja que actuaria per contrarestar els efectes de l'escalfament a Europa, que està més desenvolupada i, per tant, representa una part més gran del PIB mundial que les regions que es veurien afectades negativament. per la desacceleració. L'any següent, aquesta troballa, i les conclusions més amplies de l'estudi, van ser severament criticades per un grup de científics com Steve Keen i Timothy Lenton, que van considerar que aquestes troballes eren una greu subestimació. Els autors han respost a aquesta crítica assenyalant que el seu article s'ha de tractar com el punt de partida en l'avaluació econòmica dels punts d'inflexió en lloc de l'última paraula, i com que la majoria de la literatura inclosa en la seva metaanàlisi no té la capacitat d'estimar danys climàtics no comercials, és probable que els seus càlculs siguin subestimats.

### Impactes d'una aturada

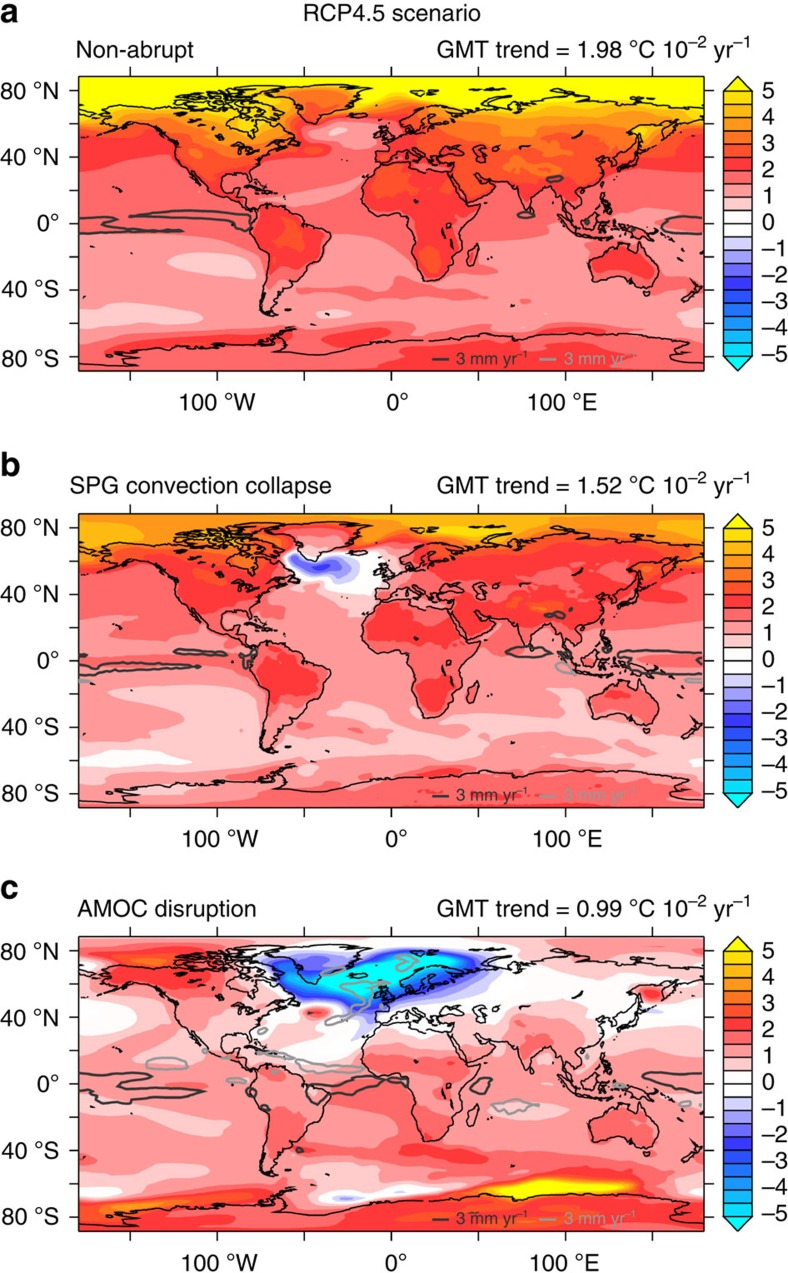
Model de l'escalfament del sota l'escenari d'escalfament global «intermedi» (a dalt). El colapse potencial del corrent de l’Atlàntic Nord en aquest escenari (mig). L'aturada de tota la circulació de retorn meridional de l'Atlàntic (a baix)

La possibilitat que l'AMOC sigui un sistema biestable (que està «activat» o «desactivat») i que es col·lapsés de cop ha estat un tema de discussió científica durant molt de temps.
El 2004, The Guardian va donar a conèixer les conclusions d'un informe encarregat per l'assessor de defensa del Pentàgon, Andrew Marshall, que suggeria que la temperatura mitjana anual a Europa baixaria 6 graus Fahrenheit entre el 2010 i el 2020 com a resultat d'una aturada brusca de l'AMOC.
En general, una aturada de la circulació termohalina causada per l'escalfament global provocaria un refredament a l'Atlàntic Nord, Europa i Amèrica del Nord. Això afectaria especialment zones com les illes Britàniques, França i els països nòrdics, escalfats pel corrent de l'Atlàntic Nord. Les principals conseqüències, a part del refredament regional, també podrien incloure un augment de les grans inundacions i tempestes, un col·lapse de les reserves de plàncton, l'escalfament o els canvis en les precipitacions als tròpics o Alaska i l'Antàrtida, esdeveniments El Niño més freqüents i intensos a causa de les aturades associades del Kuroshio, Leeuwin i els corrents d'Austràlia Oriental que estan connectats a la mateixa circulació termohalina que el Corrent del Golf, o un esdeveniment anòxic oceànic: l'oxigen (O2) per sota dels nivells superficials dels oceans estancats s'esgota completament, una causa probable d'esdeveniments d'extinció massiva passats.
L'any 2002, un estudi havia suggerit que una aturada de l'AMOC podria desencadenar el tipus de canvis bruscos de temperatura massius que es van produir durant l'últim període glacial: una sèrie d'esdeveniments de Dansgaard-Oeschger (fluctuacions climàtiques ràpides) es poden atribuir al forçament d'aigua dolça a latitud alta interrompent la circulació termohalina. Els models de 2002 en què la circulació termohalina es veu obligada a aturar-se, mostren refrigeració, localment fins a 8 °C. Una revisió de 2017 va concloure que hi ha evidències sòlides dels canvis passats en la força i l'estructura de l'AMOC durant esdeveniments climàtics bruscos com el Dryas recent i molts dels esdeveniments de Heinrich.
Un estudi de 2015 dirigit per James Hansen va trobar que l'aturada o la desacceleració substancial de l'AMOC, a més de possiblement contribuir als esdeveniments extrems de l'Eemià, provocarà un augment més general del clima sever. El refredament addicional de la superfície a partir de la fusió del gel augmenta els gradients de temperatura superficials i inferiors a la troposfera, i provoca en les simulacions de models un gran augment de l'energia de remolins de latitud mitjana a tota la troposfera de latitud mitjana. Això al seu torn condueix a un augment de la baroclinitat produït per gradients de temperatura més forts, que proporciona energia per a esdeveniments meteorològics més greus. Això inclou les tempestes ciclòniques hivernals i properes a l'hivern conegudes col·loquialment com a «supertempestes», que generen vents amb força d'huracà i sovint grans quantitats de nevades. Aquests resultats impliquen que un fort refredament a l'Atlàntic Nord per l'aturada de l'AMOC pot augmentar la velocitat mitjana estacional del vent del nord-est fins a un 10-20% en relació amb les condicions preindustrials. Com que la dissipació de l'energia eòlica és proporcional al cub de la velocitat del vent, això es tradueix en un augment de la dissipació de l'energia de la tempesta per un factor ~ 1,4–2. No obstant això, els canvis simulats es refereixen a vents mitjans estacionals promediats en grans caixes de graella, no a tempestes individuals.
El 2017, un estudi va avaluar els efectes d'una parada sobre El Niño-Oscil·lació del Sud (El Niño–Southern Oscillation, ENSO), però no va trobar cap impacte general, amb processos atmosfèrics divergents cancel·lant-se mútuament. L'any 2020, un estudi havia avaluat l'impacte d'un col·lapse de l'AMOC en l'agricultura i la producció d'aliments a Gran Bretanya. Es va estimar que el col·lapse de l'AMOC revertiria l'impacte de l'escalfament global a la Gran Bretanya i provocaria una caiguda mitjana de la temperatura de 3,4 °C. A més, reduiria les pluges durant la temporada de creixement al voltant de <123 mm, la qual cosa reduiria la superfície de terra apta per a conreu del 32% al 7%. El valor net de l'agricultura britànica disminuiria uns 346 milions de lliures a l'any, o més del 10%.
L'any 2021, un estudi que utilitzava un model de sistema terrestre comunitari (Community Earth System Model, CESM) va suggerir que una desacceleració de l'AMOC podria, no obstant això, augmentar la força del El Niño-Oscil·lació del Sud i, per tant, amplificar els extrems climàtics, especialment si es desenvolupa una altra circulació d'inversions meridional a l'oceà Pacífic en resposta a la desacceleració de l'AMOC. En canvi, un estudi del 2022 va demostrar que és probable que un col·lapse de l'AMOC acceleri els vents alisis del Pacífic i la circulació de Walker, alhora que debilita els màxims subtropicals de l'Índia i l'Atlàntic Sud. El següent estudi del mateix equip va demostrar que el resultat d'aquests patrons atmosfèrics alterats és una reducció d'un ~ 30% de la variabilitat de l'ENSO i una reducció del ~ 95% de la freqüència d'esdeveniments extrems d'El Niño. A diferència d'avui, els esdeveniments d'El Niño es tornen més freqüents als esdeveniments d'El Niño del Pacífic central en lloc de l'est. Al mateix temps, això essencialment faria que un estat de La Niña dominant a tot el món, probablement condueixi a pluges extremes més freqüents a l'est d'Austràlia i a pitjors temporades de sequeres i incendis forestals al sud-oest dels Estats Units.
Un estudi de 2021 va utilitzar un enfocament de modelització simplificat per avaluar l'impacte d'una aturada a la selva amazònica i la seva hipotetització de mort i transició a un estat de sabana en alguns escenaris de canvi climàtic. Va suggerir que una aturada augmentaria les pluges al sud de l'Amazònia a causa del canvi d'una zona de convergència intertropical i, per tant, ajudaria a contrarestar la mort i potencialment estabilitzar almenys la part sud de la selva tropical.

## Projeccions
La investigació al voltant de la futura força de l'AMOC es mostra a continuació en ordre cronològic. Es basa principalment en les projeccions dels models de circulació general atmosfera-oceà, tot i que grans revisions com els informes de l'IPCC també es basen en les observacions actuals i les reconstruccions històriques, la qual cosa els permet tenir en compte un ventall més ampli de possibilitats i assignar probabilitats a la esdeveniments no coberts explícitament pels models.
Cap a l'any 2001, el Tercer Informe d'Avaluació de l'IPCC va projectar una gran confiança que la circulació termohalina tendiria a debilitar-se en lloc d'aturar-se, i que els efectes de l'escalfament compensarien el refredament, fins i tot a Europa.
Quan el 2014 es va publicar el Cinquè Informe d'Avaluació de l'IPCC, es va considerar molt improbable una ràpida transició de l'AMOC, i aquesta avaluació es va oferir amb un alt nivell de confiança. Aquesta avaluació tenia diverses limitacions, com ara un biaix informat dels models CMIP cap a l'estabilitat de l'AMOC, i l'anàlisi insuficient dels impactes sobre la circulació causats per la intrusió d'aigua de fusió de la capa de gel de Groenlàndia.

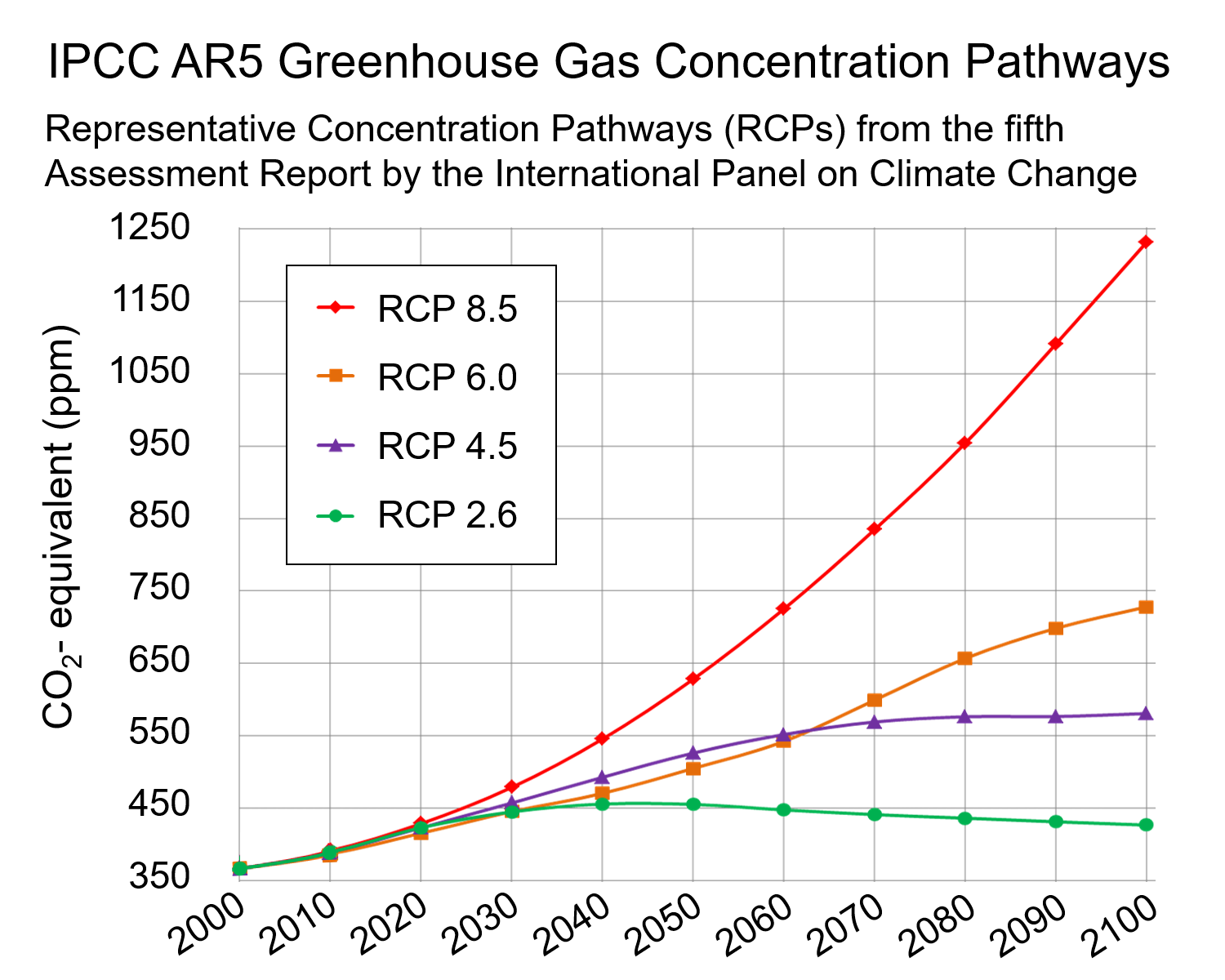
Concentracions atmosfèriques de CO_{2}-equivalent de tots els agents de forçament segons els escenaris RCP (ppmv)

El 2016, un estudi pretenia corregir aquesta mancança afegint estimacions de fusió de la capa de gel de Groenlàndia a les projeccions de vuit models climàtics d'última generació. Va trobar que el 2090-2100, l'AMOC es debilitaria al voltant d'un 18% (amb un rang de debilitament potencial entre el 3% i el 34%) sota la trajectòria de concentració representatives (Representative Concentration Pathway, RPC) «intermedia» 4.5, mentre que es debilitaria en un 37% (amb una oscil·lació entre el 15% i el 65%) sota la RPC 8.5, que presenta un escenari d'emissions en constant augment. Quan els dos escenaris s'estenen més enllà del 2100, l'AMOC es va estabilitzar sota la RCP 4.5, però continua disminuint sota la RCP 8.5, amb una disminució mitjana del 74% el 2290-2300 i una probabilitat del 44% d'un col·lapse total.
L'any 2017, un altre estudi va aplicar una correcció de biaix al model de sistema climàtic comunitari (Community Climate System Model, CCSM) i va simular un escenari idealitzat on les concentracions de CO2 es duplicaven bruscament respecte als nivells de 1990 i es mantenen estables després: segons els autors, aquestes concentracions donarien lloc a un escalfament aproximadament entre RCP 4,5 i RCP 6.0. L'AMOC es va mantenir estable en un model estàndard, però es va col·lapsar després de 300 anys de simulació en un model corregit pel biaix.
El 2020, un estudi va realitzar simulacions de RCP 4.5 i RCP 8.5 entre 2005 i 2250 en un model de sistema terrestre comunitari (CCSM) integrat amb un mòdul avançat de física oceànica que va permetre una representació més realista de l'aigua de fusió de la capa de gel antàrtica. L'entrada d'aigua dolça va ser entre 4 i 8 vegades més gran en l'escenari RCP 4.5 modificat en comparació amb la prova de control (un augment de 0,1 a 0,4-0,8 sverdrup) i de 5 a 10 vegades més forta en l'escenari RCP 8.5 modificat (de 0,2 a una mitjana) d'1 sverdrup, amb els valors màxims de més de 2 sverdrup al voltant de 2125 a causa de l'enfonsament de la Barrera de gel de Ross). En ambdues simulacions RCP 4.5, l'AMOC disminueix de la seva força actual de 24 sverdrup a 19 sverdrup el 2100; després de 2200, comença a recuperar-se a la simulació de control però es manté a 19 sverdrup a la simulació modificada. Sota les dues simulacions RCP 8.5, hi ha un col·lapse gairebé del corrent, ja que disminueix a 8 sverdrup després de 2100 i es manté en aquest nivell fins al final del període de simulació; a la simulació modificada, triga 35 anys més a arribar a 8 sverdrup que en la simulació de control.
Un altre estudi publicat el 2020 va analitzar com l'AMOC es veuria afectat per l'estabilització de la temperatura a 1,5 graus, 2 graus (els dos objectius de l'Acord de París, tots dos molt per sota de l'escalfament per sota del RCP 4,5) o 3 graus l'any 2100 (lleugerament per sobre de l'escalfament previst per 2100 segons RCP 4.5). En els tres casos, l'AMOC disminueix durant 5-10 anys addicionals després de l'augment de la temperatura, però no s'acosta al col·lapse i recupera la seva força després d'uns 150 anys.
L'any 2021, el Sisè Informe d'Avaluació de l'IPCC va tornar a avaluar que és molt probable que l'AMOC disminueixi durant el segle xxi i va expressar una gran confiança que els canvis serien reversibles en segles si s'invertís l'escalfament. A diferència del Cinquè Informe d'Avaluació, només havia expressat una confiança mitjana més que una alta confiança en l'AMOC evitant un col·lapse abans de finals de segle. Aquesta reducció de la confiança probablement va ser influenciada per diversos estudis de revisió que van cridar l'atenció sobre el biaix de l'estabilitat de la circulació dins dels models de circulació general, així com per estudis simplificats de modelització oceànica que suggereixen que l'AMOC pot ser més vulnerable a canvis bruscos del que suggereixen els models a gran escala.
L'any 2022, un estudi va dur a terme experiments de modelització amb tres models climàtics que participaven en el projecte d'intercomparació de models d'aerosols i químics, i va trobar que una mitigació molt agressiva de la contaminació de l'aire com les partícules i l'ozó a nivell del sòl podria debilitar la circulació de l'AMOC en un 10% a finals del segle xxi si passès per si sol, a causa de la reducció dels aerosols de sulfat estratosfèrics que refreden el clima. Els autors van recomanar combinar la mitigació de la contaminació de l'aire amb la mitigació de les emissions de metà per evitar aquest resultat, ja que tant el metà (un agent d'escalfament fort) com els aerosols de sulfat (un agent de refrigeració) tenen una vida similar a l'atmosfera, i una reducció simultània d'ambdós anul·larien els seus efectes.
El 2022, una avaluació exhaustiva de tots els punts d'inflexió climàtics potencials va identificar 16 punts d'inflexió climàtics plausibles, inclòs un col·lapse de l'AMOC. Va suggerir que un col·lapse podria ser provocat per 4 graus centígrads d'escalfament global, però que hi ha prou incertesa per suggerir que es podria desencadenar a nivells d'escalfament tan baixos com 1,4 graus o fins a 8 graus. Així mateix, s'estima que un cop desencadenat el col·lapse de l'AMOC, el més probable és que tingués lloc durant 50 anys, però tot el rang és d'entre 15 i 300 anys. Finalment, conclou que aquest col·lapse reduiria les temperatures globals uns 0,5 graus centígrads, mentre que les temperatures regionals a Europa baixarien entre 4 i 10 graus centígrads. Aquesta avaluació també va tractar el col·lapse del Corrent de l’Atlàntic Nord com un potencial punt d'inflexió independent, que podria ocórrer entre 1,1 i 3,8 graus d'escalfament (tot i que això només es simula per una part dels models climàtics). La xifra més probable és d'1,8 graus, i un cop activat, el col·lapse del corrent probablement trigaria 10 anys des del principi fins al final, amb un rang d'entre 5 i 50 anys. S'estima que la pèrdua d'aquesta convecció farà baixar la temperatura global en 0,5 graus, mentre que la temperatura mitjana a Europa disminueix uns 3 graus. També hi ha impactes substancials sobre les precipitacions regionals.
El juliol de 2023, un article d'un parell d'investigadors de la Universitat de Copenhaguen va suggerir que el col·lapse de l'AMOC es produiria molt probablement al voltant del 2057, amb el rang de confiança del 95% entre el 2025 i el 2095. No obstant això, va utilitzar un model de complexitat menor, considerat menys fiable que els models CMIP emprats per l'IPCC. Aquest model no és bo per distingir entre una desacceleració important i un col·lapse complet. A més, l'estudi es va basar en dades de temperatura proxy de la regió del Corrent de l’Atlàntic Nord , que altres científics no consideren representatius de tota la circulació, creient que potencialment està subjecte a un punt d'inflexió separat. Alguns científics encara han descrit aquesta investigació com a «preocupant» i van assenyalar que pot proporcionar una «contribució valuosa» una vegada que es disposa de millors dades d'observació, però hi havia un acord generalitzat entre els experts que el registre de proxy del document era «insuficient», i un va dir que la projecció tenia «peus de fang». Alguns van arribar a dir que l'estudi utilitzava dades d'observació antigues de cinc prospeccions de vaixells que «ha estat desacreditada durant molt de temps» per la manca d'un gran debilitament observat en les observacions directes des del 2004, «incloent-hi la referència que citen».